# NGC 915
NGC 915 est une petite galaxie lenticulaire située dans la constellation du Bélier. NGC 915 a été découverte par l'astronome allemand Albert Marth en 1864.

## Caractéristiques
Sa vitesse par rapport au fond diffus cosmologique est de 4 161 ± 26 km/s, ce qui correspond à une distance de Hubble de 61,4 ± 4,3 Mpc (∼200 millions d'al).